# Basse Santa Su
Basse Santo Su è un centro abitato del Gambia, situato nella Divisione dell'Upper River.